# Gens Fonteia
La gens Fonteia (en llatí Fonteia gens) va ser una gens romana d'origen plebeu. Ciceró, en el seu discurs Pro Fonteio diu que era originària de Tusculum on eren una de les principals famílies. Es consideraven descendents de Fontus, un déu relacionat amb les fonts i considerat fill de Janus. Van utilitzar els cognoms Agrippa, Balb, i Capitó.
El primer membre d'aquesta gens que apareix en els Fasti es Gai Fonteu Capitó I cònsol sufecte l'any 33 aC. Es conserven diverses monedes dels Fonteii, però només hi apareix el cognom Capitó.